# Fabián Gallardo
Fabián Enrique Gallardo (Rosario, Argentina, 8 de junio de 1961) es un cantante, músico y compositor argentino de rock. Comenzó su carrera profesional dentro del género musical de la trova rosarina, tocando para Juan Carlos Baglietto primero y para Fito Páez después.

## Trayectoria artística
Fabián Gallardo hizo su primera presentación en Buenos Aires en el Estadio Obras, en mayo de 1983. Allí se organizó El Rosariazo, un recital de todos los músicos rosarinos que ya estaban consiguiendo muchísima repercusión en las radios capitalinas. En ese concierto también participaron Litto Nebbia, Silvina Garré y Juan Carlos Baglietto.
Desde 1983 es uno de los integrantes de la banda soporte de Fito Páez, aunque también tocó con La Torre, Fabiana Cantilo, Juan Carlos Baglietto y María Rosa Yorio. Paralelamente, inició una carrera solista con Radiofotos en 1987. Con su disco Revelando secretos (1992), tuvo bastante repercusión, impulsada por el pegadizo Esperando por ti.
La tercera placa gozó del boom que Fito Páez había generado con El amor después del amor, lo que indudablemente contribuyó a su difusión (Requerir cita).
En 1995 lanzó La calle de la salvación: 

«Este es el mejor disco de mi vida - comenta - porque refleja muchas cosas que me van pasando y que están relacionadas con una etapa de mucha energía y de mucha pasión»
Télam, 21 de agosto de 1995

. 
En esta placa, que contiene el hit Desde el norte hasta el sur, experimenta con sintetizadores y, por momentos, se acerca al sonido acid-jazz, por entonces en boga en el mercado internacional.
En 2006 produjo Cables cruzados, programa cultural emitido por un canal rosarino, en el cual participaron Litto Nebbia, Juan Carlos Baglietto y la banda Bulldog, entre otros artistas.
En 2008 participó del álbum Alquímica, musicalizando la poesía de Fabricio Simeoni, y en el que se oyen relatos de diferentes actores y músicos entre los cuales se encuentran Darío Grandinetti, Roberto Fontanarrosa, Gustavo Cordera y Silvina Garré.
En 2015 editó su sexto álbum, Babel, CD lanzado por el sello de Litto Nebbia, Melopea Discos, el cual cuenta con invitados como Claudia Puyó y Franco Luciani, entre otros.

## Discografía
- Radiofotos (1987)
- Lejos de la ciencia (1989)
- Revelando secretos (1992)
- La calle de la salvación (1995)
- Debajo del agua (2000)
- Babel (2015)
- Alquímica (2019)
- Ajenos (2021)

### Maxi simples y EPs
- Dame algo primero (Maxi simple, 1996)

### Simples y sencillos
- Amor en la radio (1987)
- Desde el norte al sur (1995)
- En otra dirección (2000)
- Estoy hablando de ella (2000)
- Babel (2020)
- Miradas (2021)
- Altavoz (2021)